# Guineaxonopsis confusus
Guineaxonopsis confusus är en kvalsterart som först beskrevs av Jürgen Schwoerbel 1984.  Guineaxonopsis confusus ingår i släktet Guineaxonopsis och familjen Mideopsidae. Inga underarter finns listade i Catalogue of Life.